# Suthaliya
Suthaliya è una suddivisione dell'India, classificata come nagar panchayat, di 7.601 abitanti, situata nel distretto di Rajgarh, nello stato federato del Madhya Pradesh. In base al numero di abitanti la città rientra nella classe V (da 5.000 a 9.999 persone).

## Geografia fisica
La città è situata a 23° 58' 60 N e 77° 7' 60 E e ha un'altitudine di 429 m s.l.m..

## Società

### Evoluzione demografica
Al censimento del 2001 la popolazione di Suthaliya assommava a 7.601 persone, delle quali 4.004 maschi e 3.597 femmine. I bambini di età inferiore o uguale ai sei anni assommavano a 1.370, dei quali 713 maschi e 657 femmine. Infine, coloro che erano in grado di saper almeno leggere e scrivere erano 3.833, dei quali 2.490 maschi e 1.343 femmine.